# Programowana śmierć komórki
Programowana śmierć komórki (ang. programmed cell death, PCD) lub zaprogramowana śmierć komórki – śmierć komórki, która zachodzi w wyniku naturalnych, procesów wewnątrzkomórkowych. Spełnia ona jedno z podstawowych zadań w prawidłowym funkcjonowaniu tkanek roślinnych i zwierzęcych. Jest ona korzystna i potrzebna  dla normalnego rozwoju, homeostazy organizmu oraz zapobiegania chorobom, które wynikają z nadmiernej proliferacji komórek organizmu.
Programowaną śmierć komórek opisano u wszystkich dużych grup eukariontów: zwierząt, roślin, grzybów, śluzowców, a nawet organizmów jednokomórkowych (np. drożdży). Pełni ona wiele funkcji zarówno na poziomie komórki, jak i na poziomie całego organizmu: u zwierząt odgrywa ważną rolę w rozwoju, przy jego pomocy eliminowane są uszkodzone komórki, u roślin bierze udział w tworzeniu się tkanek składających się z martwych komórek, takich jak ksylem. U bakterii opisano kilka typów programowanej śmierci. Procesy programowanej śmierci komórki można zaliczyć do przebiegających drogą zewnętrzną, wyzwalaną sygnałami spoza komórki i wewnętrzną, wywołaną procesami wewnątrzkomórkowymi.
W drugiej dekadzie XXI wieku wyróżniono ponad dziesięć typów programowanej śmierci komórki. 
Od 2005 r. specjalny komitet naukowy (Nomenclature Commitee on Cell Death, NCCD) zajmuje się klasyfikacją i nazewnictwem tego typu procesów biologicznych i wydał zalecenie żeby poszczególne rodzaje śmierci komórek były klasyfikowane nie tylko na podstawie cech morfologicznych, ale i cech biochemicznych. 
Według proponowanej klasyfikacja programowanej śmierci komórki u zwierząt wyróżnia się następujące rodzaje:
- zewnętrzna apoptoza (ang. extrinsic apoptosis)
- apoptoza kaspazozależna lub kaspazoniezależna (ang. caspase-dependent or caspase-independent intrinsic apoptosis)
- regulowana nekroza (nekroptoza)
- śmierć autofagowa
- katastrofa mitotyczna

Inne rodzaje które są charakterystyczne tylko dla niektórych tkanek:
- anoikoza (komórki adherentne)
- paraptoza (śmierć komórki indukowana przez insulinopodobny czynnik wzrostu 1 (IGF-1))
- degeneracja Walleriana (neurony)
- entoza (limfoblasty i niektóre nowotwory, swoisty „komórkowy kanibalizm”, gdy jedna żywa komórka pochłania inną pobliską żywą komórkę)
- keratynizacja (naskórek)